# Brienne-le-Château
 Brienne-le-Château  (pronunciación en francés: /bʁijɛnləʃato/) es una población y comuna del departamento de Aube del norte-centro de Francia, en la región de Champaña-Ardenas, en el distrito de Bar-sur-Aube. Es el chef-lieu del cantón de Brienne-le-Château. Está situada a 1 milla (2 kilómetros) de la orilla derecha del río Aube y a 26 millas al noreste de Troyes.
Napoleón Bonaparte residió en la ciudad de 1779 a 1784 mientras estudiaba en la escuela militar que fue cerrada en 1790. El 29 de enero de 1814, fue el sitio donde se desarrolló la Batalla de Brienne, cuando la Sexta Coalición invadió Francia.

## Demografía
| 3534 | 3939 | 4033 | 4060 | 3752 | 3336 |
| Para los censos de 1962 a 1999 la población legal corresponde a la población sin duplicidades (Fuente: INSEE [Consultar]) |      |      |      |      |      |